# Classe Barentsevo More
La classe Barentsevo More (progetto 1332 secondo la classificazione russa) fu una classe di dragamine ausiliari della marina militare sovietica composta da una sola unità, la MT-434, entrata in servizio nel 1984 e radiata nel 1998.

## Sviluppo e tecnica
In origine, la MT-434 era un peschereccio di grosse dimensioni, appartenente ad una classe che contava ben 65 unità. Costruito in Estonia, era entrato in servizio nel dicembre 1973.
La conversione in dragamine ausiliario venne effettuata nei primi anni ottanta. La nave entrò in servizio nel nuovo ruolo nel 1984.

## Il servizio
Il dragamine ausiliario Barentsevo More prestò servizio nella Flotta del Nord, in appoggio alle esercitazioni dei sottomarini nucleari. Venne utilizzato per lo sviluppo di contromisure nei confronti delle mine navali. Fu posto in riserva nel 1998.